# Departamento Boquerón
Boquerón ist ein Departamento in Paraguay, es ist flächenmäßig der größte von insgesamt 17 Verwaltungsbezirken. Im Jahr 1992 wurde das Departamento Nueva Asunción eingegliedert, wodurch die alten Verhältnisse von vor 1945 wiederhergestellt wurden. Gleichzeitig wurde Filadelfia zur neuen Hauptstadt (vorher Doctor Pedro P. Peña). Boquerón liegt im Nordwesten von Paraguay, im Grenzgebiet mit Argentinien und Bolivien. In Boquerón steigt das Gelände vom Río-Paraguay-Tiefland westwärts langsam auf bis zu 450 Höhenmeter an – es handelt sich um das Vorland der Anden.

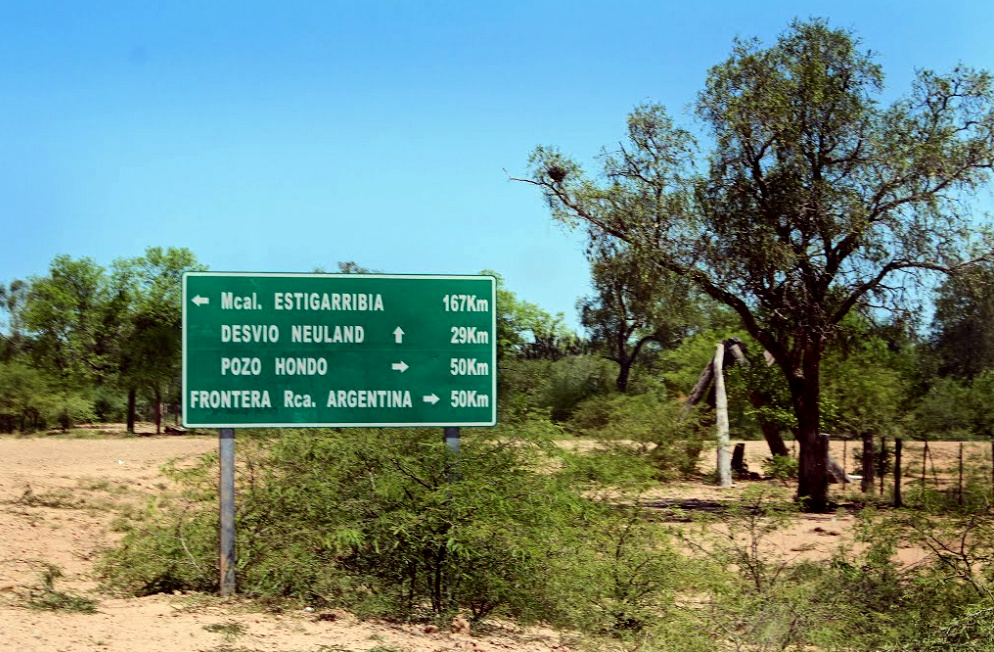
Kreuzung Don Silvio

In dem Departamento befinden sich auch die meisten Siedlungen deutscher Mennoniten: Fernheim, Menno, und Neuland. Etwa ein Drittel der Bevölkerung im Departamento spricht Deutsch.
Die wichtigsten Wirtschaftszweige sind die Landwirtschaft und Viehzucht. Die Landwirtschaft wird vorwiegend in den Distrikten Filadelfia und Loma Plata betrieben. Angebaut werden hauptsächlich Sesam, Erdnüsse und in geringerem Umfang Soja. Aufgrund der steigenden Weltmarktpreise für Fleisch, wurde die Viehzucht in den letzten Jahren stark erhöht; der Viehbestand stieg von 290.000 auf mehr als 1.500.000 Tiere an.

## Distrikte
- Filadelfia
- Loma Plata
- Mariscal Estigarribia